# Broche (outil)
Pour les articles homonymes, voir Broche.
Ne pas confondre avec le mandrin, même si mandrel est en anglais l'équivalent de « broche ».

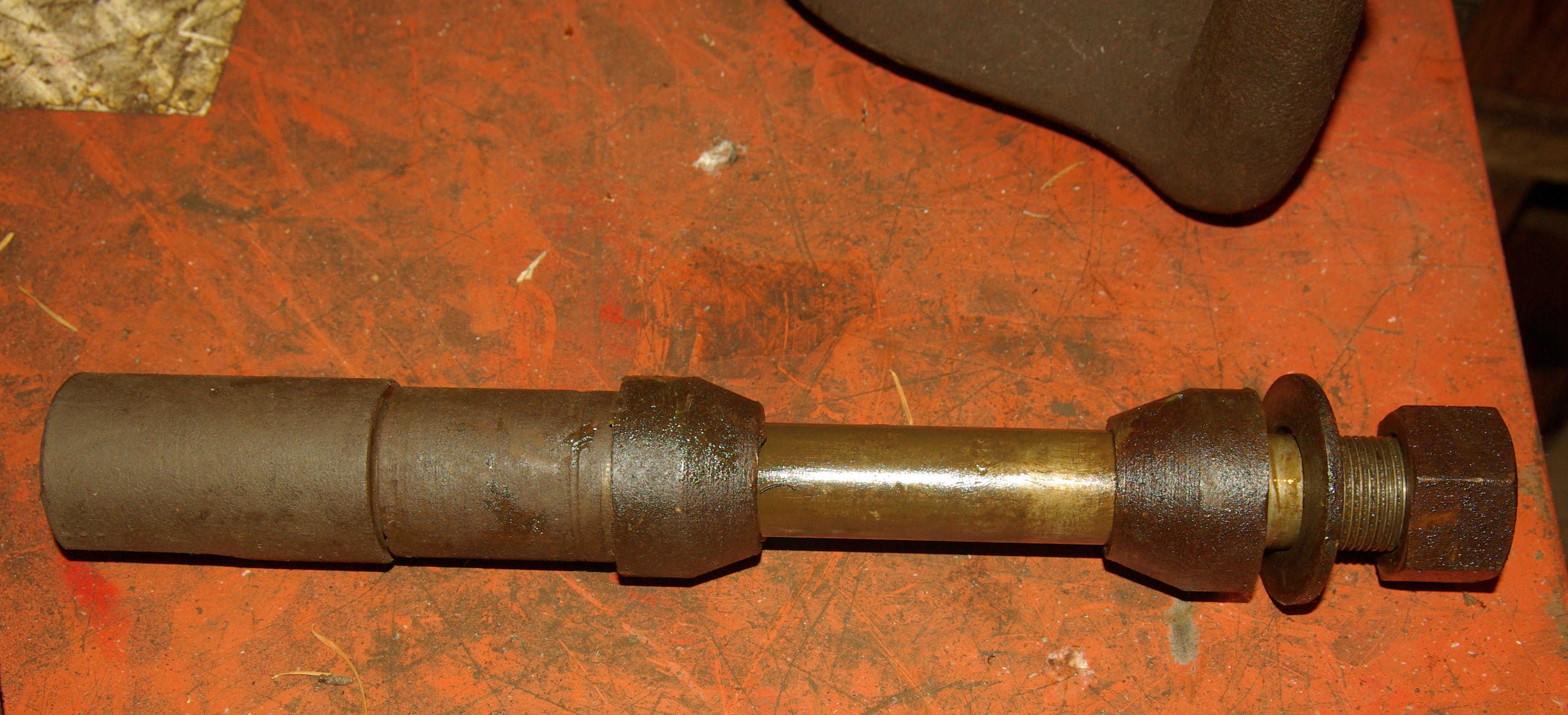
Image d'une broche fabriqué en atelier.

L'outil appelé broche peut définir :
- un outil fixe utilisé pour le brochage d'une pièce percée d'un avant-trou ;
- une partie de machine-outil reliée à un moteur, généralement électrique, et pouvant recevoir un outil tournant (une fraise sur une fraiseuse, une meule sur une rectifieuse, un foret sur une perceuse, etc.). L'axe de la broche peut être monté sur paliers lisses (avec un jeu radial) ou sur roulements (avec ou sans jeu radial selon le type de roulements et leur montage).